# Свердлова, Анастасия Васильевна
Анастасия Васильевна Свердлова (19 февраля 1989) — украинская футболистка, защитница.

## Биография
В начале карьеры несколько лет выступала за команду «Атекс-СДЮШОР-16» (Киев), забила не менее 9 голов в высшей лиге Украины, однако её команда как правило финишировала в нижней части таблицы. Также выступала в мини-футболе за команду НУХТ (Киев), входила в число призёров и лучших бомбардиров высшей лиги Украины. В первой половине 2008 года играла в России за воронежскую «Энергию», провела 6 матчей в высшей лиге.
В 2012 году спортсменка перешла в российский клуб «Дончанка» (Азов). Дебютный матч за клуб в высшей лиге России сыграла 8 октября 2012 года против «Мордовочки», заменив на 70-й минуте Галину Миц. Всего в ходе сезона 2012/13 сыграла 6 матчей в чемпионате России, из них только одну игру провела полностью.
В 2013 году вернулась на Украину, где ещё три сезона выступала за свой прежний клуб «Атекс», а затем перешла в команду «Пантеры» (Умань). После двухлетнего перерыва, в 2019 году снова вернулась в «Пантеры».
Выступала за молодёжную сборную Украины. Вызывалась в состав национальной сборной Украины.